# Billy Kelleher
William Kelleher dit Billy Kelleher, né le 20 janvier 1968 à Cork, est un homme politique irlandais, membre du Fianna Fáil. Il est député européen depuis 2019.

## Biographie
En 1993, il est nommé sénateur par le Taoiseach. Il le demeure jusqu'en juin 1997, quand il est élu député. Il est réélu en 2002, 2007, 2011 et 2016.
De 2007 à 2011, il est secrétaire d'État pour l'Entreprise, le Commerce et l'Emploi dans les gouvernements de Bertie Ahern puis de Brian Cowen.
En 2019, il est élu au Parlement européen pour la circonscription du Sud et réélu le 7 juin 2024. Il siège au sein du groupe Renew Europe (RE).